# Escatawpa
Escatawpa est une census-designated place située dans le comté de Jackson, dans l’État du Mississippi, aux États-Unis. Sa population s’élevait à 3 722 habitants lors du recensement de 2010.

## À noter
Le groupe de musique 3 Doors Down est originaire d'Escatawpa.

## Source
- (en) Cet article est partiellement ou en totalité issu de l’article de Wikipédia en anglais intitulé « Escatawpa, Mississippi » (voir la liste des auteurs).

1. ↑  (en) « Geographic Identifiers: 2010 Census Summary File 1 (G001): Escatawpa CDP, Mississippi » [archive du 13 février 2020], sur American Factfinder, U.S. Census Bureau (consulté le 8 août 2018)